# Unpure (hudební skupina)
Unpure je švédská blackmetalová kapela z Nynäshamnu, která byla založena v listopadu 1991, zakládajícími členy byli hudebníci s pseudonymy Hräsvelg (vokály, bicí) a Kolgrim (vokály, baskytara). Hraje black metal s prvky thrash a death metalu.
Stejnojmenné debutové studiové album Unpure vyšlo v roce 1995 pod hlavičkou rakouského vydavatelství Napalm Records. K listopadu 2023 má kapela na svém kontě celkem pět regulérních desek.

## Diskografie
Dema
- Demo 1 - XCII (1993) – nahráno a zmixováno v září 1992 ve studiu Déjà Vu, vydáno 12. února 1993
- Demo 2 '93 (1993)
- Demo 3 '94 (1994)
- Rehearsal Tape 1997 (1997)
- Promotape 1998 (1998)

Studiová alba
- Unpure (1995)[3]
- Coldland (1996)[3]
- Trinity in Black (2001)
- World Collapse (2004)
- Prophecies Ablaze (2023)

Živá alba
- All that I Have Behind Me (2017)

Kompilační alba
- Northern Sea Madness (2021)

Split nahrávky
- Headbangers Against Disco Vol. 2 (1997) – společně s kapelami Usurper a Nifelheim
- The Unpurest Sabbatical Splitombstone (2001) – split 7" vinyl společně s japonskou kapelou Sabbat

## Logo
Logo Unpure je vyvedeno v gotickém písmu charakteristickém pro blackmetalové kapely. Nápis protíná dlouhý meč a za ním je stylizován štít.